# Ernst I van de Nordgau
Ernst I van de Nordgau (ca. 800 - na 863) was een vooraanstaand Beiers edelman.

## Leven
Ernst wordt vanaf 829 genoemd in aktes en was markgraaf van de Beierse Nordgau. In aktes werd hij steeds als eerste vermeld, na de bisschoppen en de koninklijke familie, wat betekent dat hij de belangrijkste onder de edelen was. Eigentijdse bronnen noemen hem "de eerste onder de vrienden van de koning". In 849 en 855 was hij aanvoerder van het Oostfrankische leger tegen Bohemen. Hij was schoonvader en adviseur van Karloman van Beieren en steunde hem in zijn opstand tegen zijn vader, Lodewijk de Duitser. Nadat deze opstand was mislukt moest Ernst op de rijksdag van Regensburg op 6 april 861 al zijn functies opgeven. Ernst trok zich terug op zijn landgoederen en werd voor het laatst vermeld in 863 als "eerbiedwaardige man" in een goederenruil met de bisschop van Regensburg. Hij is begraven in de abdij van St Emmeran in Regensburg.

## Familie
Ernst was zoon van Ernst en Wiltrud. Zijn vader wordt vermeld van 785 - 802 en had bezittingen in de Beierse Nordgau, maar ook in de Wormsgouw, Wettergau en Maingau.
Ernst was getrouwd met Irmgard. Zij hadden ten minste twee kinderen:
- Ernst I van Sualafeld, (ca.825 - 11 november 865) graaf van Sualafeld en in 857 aanvoerder tegen Bohemen, behoudt in 861 zijn titels
- vermoedelijk Liutswind, (ca. 830 - voor 9 maart 891) concubine en later mogelijk echtgenote van Karloman van Beieren en moeder van Arnulf van Karinthië